# Абель, Антуан
Антуан Абель (фр. Antoine Abel; 27 ноября 1934, Анс-Буало, о. Маэ, Сейшельские острова, коронная колония Сейшелы Великобритании — 19 октября 2004, о. Маэ, Сейшельские Острова) — сейшельский писатель и поэт, драматург, педагог и фольклорист; считается отцом сейшельской литературы.

## Биография
Родился 27 ноября 1934 года в скромной крестьянской семье в округе Анс-Буало, на западе острова Маэ, главного в архипелаге Сейшельских островов. Потомок африканских рабов, привезенных с континента в XIX веке. Получил начальное образование в Анс-Буало и выучился на каменщика.
В 1955 году поступил в среднюю школу в Швейцарии. Получил образование и через 4 года в 1959 году занял должность учителя на Сейшельских островах. Через некоторое время уехал в Соединенное Королевство, где закончил обучение в университете Рединга. Там он получил «удостоверение на осуществление преподавательской деятельности в сельских районах» (Certificat d'études avancées en science de l'éducation pour zones rurales).
После короткого возвращения на Маэ, во время которого он преподавал сельское хозяйство, вернулся в Великобританию, чтобы пройти курс подготовки учителей в Бристольском университете. Это позволило ему начать работать преподавателем в Сейшельском колледже по подготовке учителей (Seychelles Teacher Training College) в Виктории. Эту должность он занимал до выхода на пенсию в 1986 году.
Последние 15-20 лет жизни были обозначены болезнью, которая негативно отразилась на литературном творчестве, он почти не публиковался в 1990-х и 2000-х годах.
Антуан Абель умер после продолжительной болезни 19 октября 2004 года в возрасте 69 лет в Анс-Буало, где и похоронен.

## Творчество

### Стиль
Антуан Абель стал известным широкой общественности благодаря своим поэтическим произведениям, а также новеллам. Ему присущи шлифование слова и точность глагольных форм. Разножанровый в своем творчестве — кроме поэзии и рассказов, работал также в сфере театра, писал романы и эссе, записывал народные сказки, автор комиксов и даже трактата о традиционной медицине. Писал на французском и сейшельском креоле, а также на английском языках.

### Начало сейшельской литературы
Антуан Абель опубликовал свою первую рукопись в 1969 году, когда учительствовал. Это был сборник стихов под названием Paille en queue (ассоциация с птицей на гербе Маскаренов), тематически является воспоминаниями о молодости автора. Произведение увидело мир в форме брошюры, которую выпустила типография Сен-Фидель на Маэ, и именно это издание и является первым оригинальным литературным произведением, опубликованным на Сейшелах.
Антуан Абель продолжил свою литературную деятельность в 1970-х и получил признание благодаря публикации новелл на английском языке в местной периодике: Seychelles bulletin и Seychelles-culture, а также, когда в 1977 году французский издатель Пьер-Жан Освальд (Pierre-Jean Oswald) решил опубликовать его три книги во Франции, в частности Coco sec, Contes et poèmes des Seychelles и Une tortue se rappelle !.
С независимостью страны (1976) сейшельский креольский язык получил не только статус национального, но и первого официального языка. Это признание сопровождалось активной политикой креолизации со стороны новой власти. Антуан Абель ответил на эти призывы, написав в эти и последующие годы несколько сочинений на этом языке, включая роман Montann en leokri (1981).
Литературное творчество писателя в дальнейшем пострадало из-за ухудшения здоровья.

### Признание
Антуан Абель является первым автором, кто сделал литературу своей молодой страны известной миру благодаря публикациям во Франции в 1977 году, и поэтому считается своими соотечественниками отцом (или основателем) сейшельской литературы.
В 1979 году он был удостоен Премии Маскаренов вместе с автором-реюньонцем Жаном-Анри Аземой .
Произведения А. Абеля опубликованы лишь частично. Значительная часть его драматического наследия не была напечатана и почти недоступна. Кроме того, резонанс имели произведения автора, написанные в основном на креольском и французском, тогда как его англоязычное творчество остается практически неизвестным для современных сейшельцев.

## Память
В 2007 году учреждена литературная премия Pri Antoine Abel, присуждаемая во время нерегулярного фестиваля Festival Kreol Sesel в честь отца сейшельской литературы. Премия присуждается оригинальным произведениям и переводам, написанных исключительно на сейшельском креольском языке.